# Madre dolcissima
Madre dolcissima è un singolo di Zucchero Fornaciari pubblicato nel 1990, estratto dall'album Oro, incenso e birra del 1989 e, nella sua versione inglese intitolata Mama, dalla raccolta Zucchero del 1990, per l'etichetta Polydor/PolyGram.

## Il brano
Madre dolcissima è stata scritta interamente da Zucchero. Si tratta della canzone più lunga della discografia del cantante reggiano, raggiungendo i 7 minuti e mezzo. L'inizio vero e proprio del brano è preceduto da una sorta di flusso di notizie di telegiornale in cui vengono ricordati fatti realmente accaduti. Vengono citati, per esempio, il disastro della Exxon Valdez, la guerra civile in Afghanistan, o la fine del Comunismo in Albania.
Nel 1990 è stata pubblicata anche la versione inglese del brano dal titolo Mama, estratto dalla raccolta Zucchero. Tale versione è stata inclusa anche in Zu & Co., con la partecipazione di Brian May. In seguito il brano è stato riproposto, anche dal vivo, con alcune importanti collaborazioni tra cui quella con Stevie Ray Vaughan, Johnny Hallyday e Jeff Beck (a Italia Loves Emilia).

## Tracce
Testi e musiche di Zucchero, eccetto dove diversamente indicato.

### CD singolo
Madre dolcissima
- COD: Polydor 571 518-2 (1996)

1. Madre dolcissima (Edited Version) – 3:58
2. Per colpa di chi? (Edited Version) – 3:58

Mama
- COD: Polygram 50662079 01 (1997)

1. Mama – 3:58 (testo: Zucchero, F. Musker)

### CD Maxi
Madre dolcissima
- COD: Polydor 877 467-2

1. Madre dolcissima – 7:17
2. Nice (Nietzsche) che dice – 3:18
3. Bambino io, bambino tu (Legenda) – 5:03 (testo: Zucchero, Gino Paoli – musica: Zucchero, C. Poggiani, R. Jones)

Mama
- COD: London Records 877 441-2

- COD: Polydor 4156

1. Mama (7") – 3:58 (testo: Zucchero, F. Musker)
2. Madre dolcissima – 7:17
3. Hey Man – 4:30 (testo: Zucchero, Gino Paoli)

### Vinile
Madre dolcissima
- COD: Polydor 877 466-7

Lato A
1. Madre dolcissima – 7:17

Lato B
1. Nice (Nietzsche) che dice – 3:18

- COD: Polydor 877 470-7

Lato A
1. Madre dolcissima (Edited Version) – 4:57

Lato B
1. Nice (Nietzsche) che dice – 3:18

- COD: Polydor 877 467-1

Lato A
1. Madre dolcissima – 7:17

Lato B
1. Nice (Nietzsche) che dice – 3:18
2. Bambino io, bambino tu (Legenda) – 5:03 (testo: Zucchero, Gino Paoli – musica: Zucchero, C. Poggiani, R. Jones)

Mama
- COD: London Records 877 440-7

- COD: Polydor 877 440-7

- COD: LON 262

Lato A
1. Mama – 4:57 (testo: Zucchero, F. Musker)

Lato B
1. Madre dolcissima – 4:57

- COD: London Records Zucchero-3

Lato A
1. Mama – 4:57 (testo: Zucchero, F. Musker)

Lato B
1. Hey Man – 4:30 (testo: Zucchero, Gino Paoli)

- COD: Polydor 877 441-1

- COD: LONX 262

Lato A
1. Mama (7") – 7:16 (testo: Zucchero, F. Musker)

Lato B
1. Madre dolcissima – 7:17
2. Hey Man – 4:30 (testo: Zucchero, Gino Paoli)

## Classifiche
| Classifica (1990) | Posizione massima |
| ----------------- | ----------------- |
| Paesi Bassi       | 49                |
| Polonia           | 42                |
| Spagna (Airplay)  | 35                |

## I video musicali
- Nice (Nietzsche) che dice (live), su YouTube.
- Mama (English Version, ft. Stevie Ray Vaughan), su YouTube.